# Saint-Antonin-de-Sommaire

Saint-Antonin-de-Sommaire este o comună în departamentul Eure, Franța. În 1 ianuarie 2022 avea o populație de 213 de locuitori.